# Terminalia eriostachya
Terminalia eriostachya és una espècie de planta amb flors de la família Combretaceae. És endèmica de Cuba i de la Grand Cayman. Està amenaçada per la pèrdua de l'hàbitat.